# Charlotte Uhlenbroek
Charlotte Jane Uhlenbroek (* 4. Januar 1968 in London) ist eine britische Zoologin und Fernsehmoderatorin.

## Leben
Charlotte Uhlenbroek wurde als Tochter eines niederländischen Landwirtschaftsspezialisten in Diensten der Vereinten Nationen und seiner britischen Frau am 4. Januar 1968 in London geboren. Ihre Eltern zogen jedoch bereits wenige Tage nach ihrer Geburt nach Ghana. Als Fünfjährige übersiedelte sie mit ihren Eltern nach Kathmandu in Nepal, wo sie fast zehn Jahre lebte.
Sie studierte an der University of Bristol Zoologie und Psychologie und promovierte dort in Zoologie über die Kommunikation von Schimpansen. Nach ihrem Abschluss half sie Jane Goodall für sechs Monate beim Aufbau eines Schutzprojektes für Schimpansen in Burundi und arbeitete anschließend weitere vier Jahre unter Goodall im Gombe Stream National Park in Tansania.
Mit dem Fernsehen kam sie bereits während ihrer Promotion in Kontakt, zunächst als wissenschaftliche Beraterin für die Nature-Dokumentation Jane Goodall’s Wild Chimpanzees, mit ihrem Debüt vor der Kamera in der Produktion Dawn to Dusk und zwei Staffeln der Schimpansendokumentation Chimpanzee Diary.

## Fernsehproduktionen
- Cousins, 2000
- Congo’s Secret Chimps, 2001
- Talking with Animals, 2002
- Going Ape, 2002
- Jungle, 2003
- Secret Gorillas of Mondika, 2005
- Safari School, 2007

## Schriften
- The Structure and Function of the Long-Distance Calls Given by Male Chimpanzees in Gombe National Park. University of Bristol, 1995 (Dissertation).
- Talking with Animals. Hodder & Stoughton, London 2002, ISBN 978-0-340-82123-7.
- Jungle. A Journey to the Heart of the Rain Forest. Charnwood Publ., Leicester 2005, ISBN 1-8439-5686-1.